# Risleya atropurpurea
Risleya es un género monotípico de orquídeas, de la tribu Malaxideae perteneciente a la familia (Orchidaceae). Su única especie: Risleya atropurpurea, es originaria de Asia.

## Descripción
Son orquídeas de pequeño tamaño que prefiere el clima fresco a frío. Tiene hábitos terrestres con un estrecho y carnoso rizoma cónico a cilíndrico, que da lugar a un tallo púrpura oscuro con 3 hojas basales tubulares, con vainas membranosas. Florece en el verano en una inflorescencia erecta de 6 a 21 cm de largo, cubierta densamente con 15 a 40 flores con brácteas florales membranosas de forma triangular-lanceoladas a linear-lanceoladas.

## Distribución y hábitat
Se encuentra en Sichuan, Xinjiang y Yunnan de China, así como en Bután, Sikkim y Birmania en bosques y matorrales en elevaciones de 2900 a 3700 metros. 

## Taxonomía
Risleya atropurpurea fue descrita por King & Pantl. y publicado en Annals of the Royal Botanic Garden. Calcutta 8: 247, pl. 328. 1898.